# Chiwere
Chiwere, ook bekend als Iowa-Otoe-Missouria of Báxoje-Jíwere-Ñút’achi is een nagenoeg uitgestorven indiaanse taal van de Siouxtaalfamilie, oorspronkelijk gesproken door de Iowa, Otoe en Missouri, drie indiaanse volken die oorspronkelijk tot de Ho-Chunk (Winnebago) in Minnesota behoorden, maar zich afsplitsten en in zuidwestelijke richting trokken. Chiwere is dan ook nauw verwant aan Ho-Chunk. Tegenwoordig zijn de Iowa, Otoe en Missouri gevestigd in indianenreservaten in Oklahoma. De laatste persoon die Chiwere vloeiend sprak overleed in 1996. In 2006 waren er nog 34 oudere personen die de taal in zekere mate beheersten.